# Konrad Pätzold

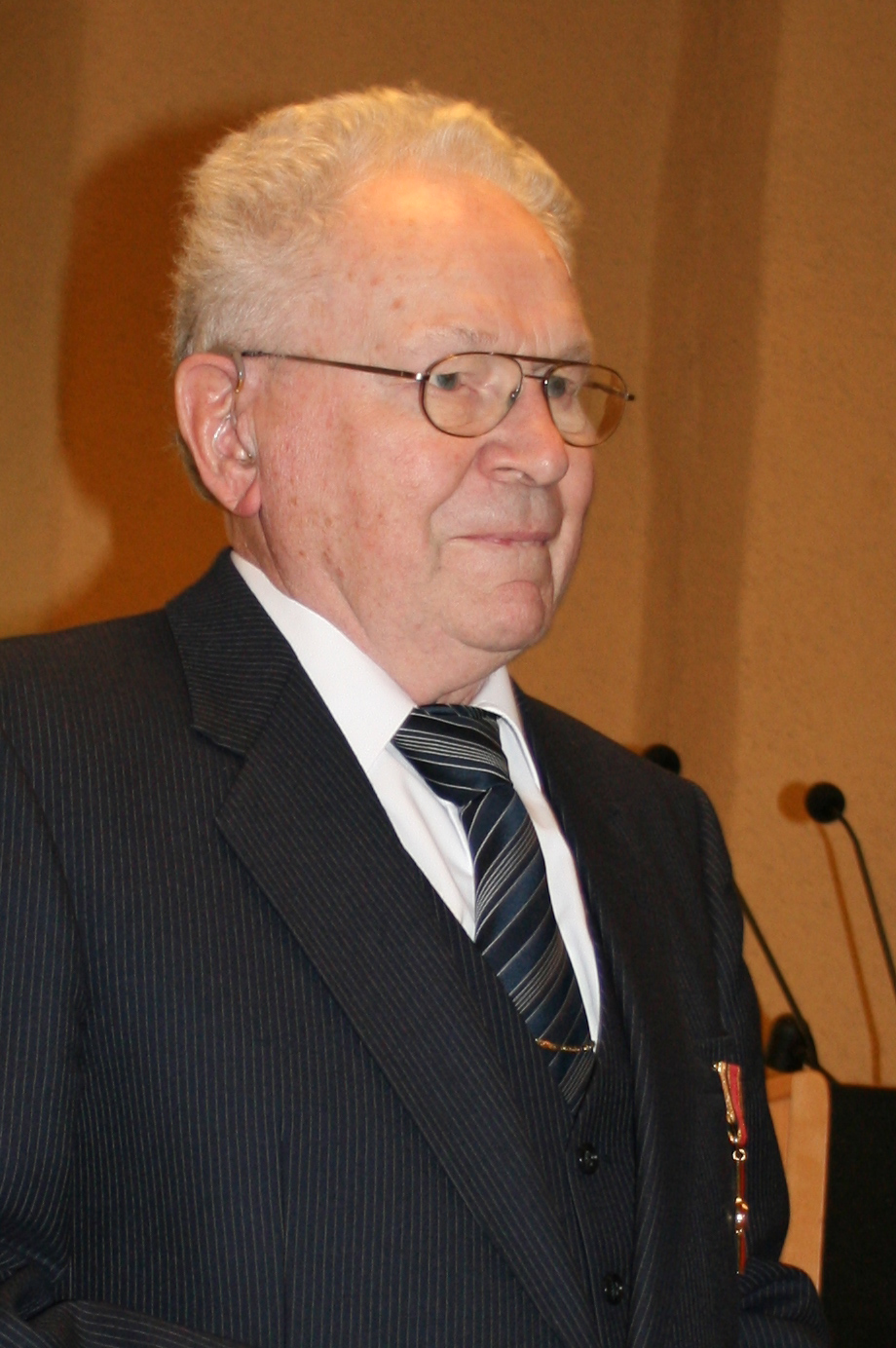
Konrad Pätzold (2009)

Konrad Pätzold  (* 8. April 1928 in Landeshut, Provinz Niederschlesien; † 6. Januar 2017 in Witzenhausen) war ein deutscher Bauingenieur.

## Berufliches Leben
Nach Kriegsteilnahme und amerikanischer Kriegsgefangenschaft lernte Pätzold zunächst das Zimmermannshandwerk, bevor er die Staatsbauschule Kassel absolvierte. Von 1956 bis 1991 arbeitete er beim Landkreis Göttingen (bis 1972 Landkreis Münden). Ab 1972 war er dort als leitender technischer Angestellter für die Kreisstraßen verantwortlich. Seit 2003 lebte er in Witzenhausen-Hundelshausen.

## Ehrenämter
Konrad Pätzold übte neben seiner beruflichen Tätigkeit mehrere Ehrenämter aus. Er engagierte sich über viele Jahre als Katastrophenschutzbeauftragter des Deutschen Roten Kreuzes im Landkreis Münden, an führenden Stellen im Pfarrgemeinderat und im Kirchenvorstand der katholischen Pfarrgemeinde St. Elisabeth in Hann. Münden und im Ortsverband der CDU in Hann. Münden. Das Ehrenamt des Schöffen nahm er am Amtsgericht Hann. Münden und beim Landgericht Göttingen wahr.

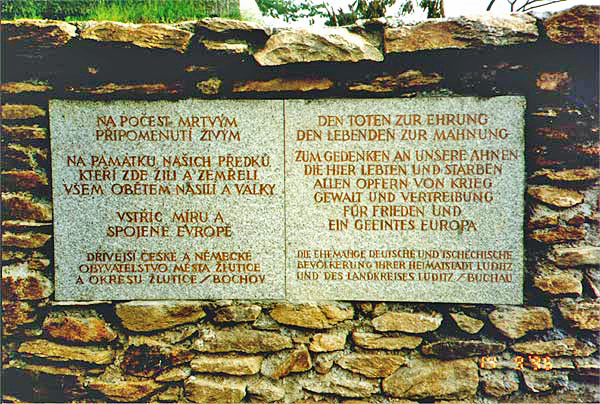
Gedenktafel in Žlutice

Mit zunehmender Durchlässigkeit der Grenzen seit 1980 organisierte Pätzold als ehrenamtlicher Landschafts- und Kreisbetreuer der Sudetendeutsche Landsmannschaft für Luditz mit seiner 1997 verstorbenen ersten Ehefrau Eugenia regelmäßig Reisen ehemaliger Egerländer nach Tschechien, die zu Kontakten mit Menschen und Kommunalbehörden führten. Ein sichtbares Zeichen seiner aktiven Aussöhnungsbemühungen ist die 1996 in Žlutice errichtete zweisprachige Gedenk- und Mahntafel, die Allen Opfern von Krieg, Gewalt und Vertreibung gewidmet ist.

## Auszeichnung
Für sein „ausgezeichnetes Engagement in zahlreichen Ehrenämtern“ wurde Konrad Pätzold 2009 mit dem Bundesverdienstkreuz am Bande geehrt.